# Diana Scarwid
Diana Scarwid, född 27 augusti 1955 i Savannah, Georgia, är en amerikansk skådespelerska. 
Scarwid har examen från både Pace University och American Academy of Dramatic Arts. Hon filmdebuterade i Pretty Baby (1978) och Oscarsnominerades 1981 i kategorin bästa kvinnliga biroll för Drömmen om seger (1980). Efter detta porträtterade hon Joan Crawfords adoptivdotter Christina Crawford i filmatiseringen av dennes biografi Mommie Dearest (1981). Den filmen fick dock inte det mottagande som väntats; Scarwid tilldelades en av de fem Razzie Awards som filmen fick, för sämsta kvinnliga biroll. Hon spelade i ytterligare en biografi, Silkwood (1983), men i övrigt medverkade hon mest i b-filmer som Psycho III (1986). 
Under 2000-talet har hon synts i Dolt under ytan (2000), A Guy Thing, Party Monster (båda 2003) , tv-serien Wonderfalls och en gästroll i Prison Break.

## Filmografi i urval
- 1977 – Djävulseld
- 1978 – Forever
- 1980 – Jim Jones - Förförare i Jesu namn
- 1980 – Drömmen om seger
- 1980 – På väg igen
- 1981 – Mommie Dearest
- 1983 – Rumble Fish
- 1983 – Silkwood
- 1983 – De mystiska inkräktarna
- 1986 – Psycho III
- 1986 – Den yttersta gränsen
- 1986 – Heat
- 1986 – The Ladies Club
- 1987 – Brenda Starr
- 1987 – After the Promise
- 1991 – Night of the Hunter
- 1993 – JFK: Vägen till vita huset
- 1995 – En oförglömlig sommar
- 1995 – Neonbibeln
- 1995 – Guldgrävarna
- 1995 – Truman
- 1996 – En kvinnas val
- 1996 – Horungen
- 1998 – Innan du vaknar
- 1998 – Ruby - flickan som byggde broar
- 1998 – Ängeln på Pennsylvania Avenue
- 1999 – Farlig granne
- 2000 – Dolt under ytan
- 2000 – Dirty Pictures
- 2002 – Path to War
- 2002 – The Angel Doll
- 2003 – A Guy Thing
- 2003 – Party Monster
- 2004 – The Clearing
- 2006 – Local Color
- 2008 – Dream Boy
- 2008–2009 – Pushing Daisies (TV-serie)
- 2009 – Begravt i glömska
- 2010 – Backyard Wedding